# Mercedes Deambrosis
Mercedes Deambrosis (Madrid, 1 d'octubre de 1955) és una escriptora de ficció hispanofrancesa. Va néixer a Espanya però als 12 anys es va mudar a França. Va fer estudis de periodisme a París, on va començar a escriure influenciada per autors com Anaïs Nin, Federico García Lorca i Simone de Beauvoir, entre d'altres. Les seues novel·les relaten l'Espanya de la Guerra Civil i de la postguerra, presentant la vida de la dona i la bogeria dels homes. Deambrosis sempre ha estat en contacte amb la literatura, com a jurat de premis d'escriptura i amb els seus tallers literaris. Va guanyar el ‘Prix du Printemps du Roman’ en 2015 amb l’obra L’étrange apparition de Tecla Osorio.

## Obres
- 2001: Un après-midi avec Rock Hudson (Buchet-Chastel) ISBN 978-2283018644[3]
- 2002: Suite et Fin au Grand Condé (Buchet-Chastel) ISBN 978-2283019030
- 2004: El paseo de las delicias (Buchet-Chastel) ISBN 978-2283019498[4]
- 2005: Milagrosa (Buchet-Chastel) ISBN 978-2283020692
- 2006: La Plieuse de parachutes (Buchet-Chastel) ISBN 9782283019665
- 2008: Candelaria ne viendra pas (Éditions du Chemin de fer) ISBN 2916130128
- 2009: Juste pour le Plaisir (Buchet-Chastel) ISBN 978-2283023532
- 2009: Rien de bien grave (Éditions du Chemin de fer) ISBN 978-2-916130-21-7
- 2010: De naissance (Editions du Moteur)
- 2013: Le Dernier des treize (Éditions La branche Vendredi 13) ISBN 978-2-35306-050-4[5]
- 2014: L'Étrange Apparition de Tecla Osorio (Éditions des Busclats) ISBN 978-2-36166-024-6